# Peter Van Den Begin
Peter Van Den Begin est un acteur et scénariste belge, né le 25 octobre 1964 à Berchem.

## Biographie
Peter Alfons Christiaan Van Den Begin nait le 25 octobre 1964 à Berchem.
Il a joué dans plusieurs séries télévisées et films flamands.

### Vie privée
Peter Van Den Begin est marié avec l'actrice Tine Reymer. Ensemble, ils ont deux filles.
Il n'a jamais terminé ses études au Studio Herman Teirlinck, tout comme l'acteur Filip Peeters qui était dans la même promotion que lui.
Il est l'ami de l'acteur flamand Stany Crets et travaille souvent avec lui, notamment sur un film et une mini série télé évoquant la vie de son père à l'Ancienne Belgique d'Anvers.

## Filmographie

### Cinéma

#### Longs métrages
- 1986 : Paniekzaaiers de Patrick Lebon : L'adjoint du bourgmestre
- 1993 : De zevende hemel de Jean-Paul Lilienfeld : Claude
- 1995 : Hoogste tijd de Frans Weisz : Etienne
- 1996 : Alles moet weg de Jan Verheyen : Andreeke
- 1998 : Le bal masqué de Julien Vrebos : Peter Daerden
- 1998 : Dief! de Marc Punt : George
- 1999 : Film 1 de Willem Wallyn : Willem Wallyn
- 2000 : Team Spirit de Jan Verheyen : Eddy
- 2000 : Plop in de wolken de Bart van Leemputten : Kabouter Jeuk
- 2001 : Les adieux (De verlossing) d'Hugo Claus : Johnny
- 2002 : Hop de Dominique Standaert : Simon
- 2003 : Au-delà de la lune (Verder dan de maan) de Stijn Coninx : Kneutje
- 2003 : Team Spirit 2 de Jan Verheyen : Eddy
- 2004 : Bob et Bobette : Le Diamant sombre (Suske en Wiske: De duistere diamant) de Rudi Van Den Bossche : Tante Sidonia
- 2004 : Erik of het klein insectenboek de Gidi van Liempd : Un mille-pattes
- 2005 : Een ander zijn geluk de Fien Troch : Mark
- 2005 : Lepel de Willem van de Sande Bakhuyzen : Un aéronaute
- 2005 : Vet hard de Tim Oliehoek : Vuk
- 2005 : Buitenspel de Jan Verheyen et Pieter Van Hees : L'arbitre
- 2007 : Firmin de Dominique Deruddere : Jespers
- 2008 : L'armée silencieuse (Wite licht) de Jean van de Velde : François Lama
- 2009 : Dirty Mind de Pieter Van Hees : David Vandewoestijne
- 2009 : Bob et Bobette - Les diables du Texas (Suske en Wiske: De Texas rakkers) de Wim Bien et Mark Mertens : Rik (voix)
- 2009 : Anubis en de wraak van Arghus de Dennis Bots : Arghus
- 2010 : Frits et Freddy (Frits en Freddy) de Guy Goossens : Frits Frateur
- 2012 : La Cinquième Saison de Peter Brosens et Jessica Woodworth : Marcel
- 2012 : Allez, Eddy ! de Gert Embrechts : André
- 2013 : Frits & Franky de Marc Punt : Frits Frateur
- 2014 : Bowling Balls de Marc Punt : Fikko
- 2014 : Wiplala, le lutin enchanteur (Wiplala) de Tim Oliehoek : Walter
- 2014 : Waste Land de Pieter Van Hees : Johnny Rimbaud
- 2014 : 1572: The Battle of Harlem (Kenau) de Maarten Treurniet : Jacob van der Does
- 2015 : Les Ardennes (D'Ardennen) de Robin Pront : Robert
- 2015 : Kidnep de Diederik Ebbinge : Le chauffeur
- 2016 : King of the Belgians de Peter Brosens et Jessica Woodworth : Roi Nicolas III
- 2016 : Everyboy Happy de Nic Balthazar : Ralf Hartman
- 2016 : Pippa de Marc Punt : Danny
- 2017 : Angle mort de Nabil Ben Yadir : Jan Verbeeck
- 2017 : Storm et la lettre de feu (Storm: Letters van Vuur) de Dennis Bots : Van der Hulst
- 2017 : De dag dat mijn huis viel de Thessa Geertse Meijer : Hein
- 2019 : Adoration de Fabrice Du Welz : Oscar Batts
- 2019 : The Barefoot Emperor de Peter Brosens et Jessica Woodworth : Roi Nicolas III
- 2021 : L'Ennemi de Stephan Streker : Dirk
- 2021 : Earwig de Lucile Hadzihalilovic : L'étranger
- 2021 : Space Boy d'Olivier Pairoux : Le gardien du zoo
- 2022 : L'employée du mois de Véronique Jadin : Patrick
- 2023 : Antigang, la relève de Benjamin Rocher : Dutso Kovo
- 2023 : Bonnard, Pierre et Marthe de Martin Provost : Alfred Edwards

#### Courts métrages
- 1998 : Verbrande aarde de Fien Troch : Jos
- 2016 : Hampi de Pim Algoed : Rudy
- 2024 : Bad Bad Belgium de Wouter Medaer, Jonas Wellens et Jasper Declercq : Le prisonnier

### Télévision

#### Séries télévisées
- 1991 : De bossen van Vlaanderen : Koetsier van Barones de Halleux
- 1993 : Moeder, waarom leven wij? : Mario
- 1995 : Ons Geluk : Le psychiatre
- 1997 : Windkracht 10 : Capitaine Sie
- 1997 : Kulderzipken : Le cardiologue
- 1998 : De Raf & Ronny Show : Ronny Rademaekers
- 1998 : Heterdaad : Guy Ranquin
- 2005 : Enneagram : Hendrick
- 2005 - 2008 : Matrioshki : Le Trafic de la honte : Raymond "Ray" Van Mechelen
- 2008 : Fans : Elvis Seghers / Beatrijs / Luc Renders
- 2010 : Oud België : Marcel
- 2012 : Kiekens : Detlev Dauwe / Un agent (également co-créateur)
- 2012 : Deadline 14/10 : Bert Coenen
- 2013 : Met man en macht : Vic Willems
- 2014 : Zingaburia : Le grand gramophone (voix)
- 2014 : Deadline 25/5 : Bert Coenen
- 2014 : Lang Leve : Jacques D'Ancona
- 2014 / 2017 / 2020 : Hollands Hoop : Dimitri Dugour
- 2015 : Penoza : Mark van den Bergen
- 2016 : Den Elfde van den Elfde : Frank Guenings
- 2017 : Tabula Rasa : Vronsky
- 2018 : De infiltrant : Marc Potvin
- 2019 : Eigen kweek : René Vanderlinden
- 2019 : Studio Tarara : Jean Van Hoof
- 2019 : Callboys : Serge Leveque
- 2021 : Before We Die : Etienne Declerck
- 2021 : Lockdown : Piet
- 2021 - 2023 : Fair Trade : Patrick Paternoster

- 2022 : Pandore : Peter Van Maaren
- 2022 : Les Amateurs : Marat Milankiewicz
- 2023 : 1985 : Major Herman Vernaillen
- 2023 : Des gens bien : Serge Vandersteen
- 2023 : The Twelve (De twaalf) : Frank Dedoncker
- 2023 : Everybody Loves Diamonds : Simon Van De Velde

## Distinctions
- Magritte 2018 : meilleur acteur pour King of the Belgians